# Amphiura eugenioides
Amphiura eugenioides är en ormstjärneart som beskrevs av Clark 1939. Amphiura eugenioides ingår i släktet Amphiura och familjen trådormstjärnor. Inga underarter finns listade i Catalogue of Life.